# Isochromodes orbiferata
Isochromodes orbiferata là một loài bướm đêm trong họ Geometridae.